# 高雄市百年廟宇列表
此列表列出高雄市百年老廟、古剎。

-

| 廟宇名稱         | 創建年代             | 主祀神                       | 備註 |
| ---------------- | -------------------- | ---------------------------- | --- |
| 哨船頭開台福德宮 | 1551年（明嘉靖30年） | 福德正神                     | |
| 龍水化龍宮       | 明末清初             | 中壇元帥                     | |
| 柴山山海宮       | 明末清初             | 朱府千歲                     | |
| 岡山福興宮       | 1616年               | 三山國王                     | |
| 埤子頭鎮福廟     | 1662年（明永曆16年） | 福德正神                     | |
| 左營天府宮       | 1662年               | 中壇元帥                     | |
| 右昌元帥府       | 1662年（明永曆16年） | 劉府元帥                     | |
| 右昌三山國王府   | 1662年（明永曆16年） | 三山國王                     | |
| 林德官代天府     | 1662年（明永曆16年） | 李府千歲                     | |
| 興隆淨寺         | 1665年（明永曆19年） | 觀世音菩薩                   | |
| 左營元帝廟       | 1666年（明永曆20年） | 北極玄天上帝                 | 俗稱「左營大廟」，鄭氏領臺後起造公祠，當時主人為夫人媽，1717年始迎奉大上帝為主神。                                                  |
| 林園清水巖       | 1666年（明永曆20年） | 觀世音菩薩                   | |
| 九甲圍義山宮     | 1668年（清康熙7年）  | 三山國王                     | |
| 右昌三甲福德祠   | 1671年（明永曆25年） | 福德正神                     | |
| 路竹天后宮       | 1671年（清康熙10年） | 天上聖母                     | |
| 三塊厝三鳳宮     | 1673年（明永曆27年） | 中壇元帥                     | |
| 旗津天后宮       | 1673年（明永曆27年） | 天上聖母                     | |
| 佛公天后宮       | 1679（清康熙39年）   | 天上聖母                     | 1623年三月廿三日黃奎夫妻出海捕魚，撈著一尊天上聖母佛像 大家共同合作建造一座草寮為廟拜，聖祖康熙36年西元1679年上蒼賜該廟宇為"天后宮" |
| 前鎮鎮南宮       | 1682年（明永曆36年） | 關聖帝君                     | |
| 西子灣靈興殿     | 1684年（清康熙23年） | 玄天上帝、十八王公           | |
| 鳳山縣舊孔廟     | 1686年（清康熙25年） | 大成至聖先師                 | |
| 左營店仔頂慈德宮 | 1687年（清康熙26年） | 天上聖母、福德正神           | |
| 旗津臨水宮       | 1693年（清康熙32年） | 臨水夫人                     | |
| 大林蒲鳳林宮     | 1697年（清康熙36年） | 溫府千歲、池府千歲、朱府千歲 | |
| 鳳邑舊城城隍廟   | 1704年（清康熙43年） | 城隍尊神                     | |
| 岡山壽天宮       | 1712年（清康熙51年） | 天上聖母                     | |
| 楠梓天后宮       | 1713年（清康熙52年） | 天上聖母                     | |
| 廍後北極殿       | 清康熙58年以前       | 北極玄天上帝                 | |
| 城邑慈濟宮       | 1719年（清康熙58年） | 保生大帝                     | |
| 右昌一甲福德廟   | 清康熙年間           | 福德正神                     | |
| 橋頭鳳橋宮       | 1725年（清雍正3年）  | 天上聖母                     | |
| 大崗山超峰寺     | 1731年（清雍正9年）  | 觀世音菩薩                   | |
| 橋頭帝仙宮       | 1738年（清乾隆3年）  | 神農大帝                     | |
| 鳳山龍山寺       | 清乾隆初年           | 觀世音菩薩                   | |
| 戲獅甲廣濟宮     | 1741年（清乾隆6年）  | 保生大帝                     | |
| 打鼓岩元亨寺     | 1743年（清乾隆8年）  | 觀世音菩薩                   | |
| 萬壽山龍泉寺     | 1744年（清乾隆9年）  | 觀世音菩薩                   | 寺內圓通寶殿供奉鐘乳石送子觀音像 |
| 紅毛港朝鳳寺     | 1757年（清乾隆22年） | 觀世音菩薩、天上聖母         | 紅毛港六大角頭廟之一 |
| 鹽埕三山國王廟   | 1760年（清乾隆25年） | 李府千歲、三山國王、水僊尊王 | |
| 鳳山龍山寺       | 1765年（清乾隆30年） | 觀世音菩薩                   | |
| 苓雅寮安瀾宮     | 1766年（清乾隆31年） | 天上聖母                     | |
| 灣子內朝天宮     | 清乾隆中葉           | 天上聖母                     | |
| 鳳山開漳聖王廟   | 1770年（清乾隆35年） | 開漳聖王                     | |
| 龍目井龍泉宮     | 1784年（清乾隆49年） | 天上聖母                     | 廟內有軟身湄洲媽祖 |
| 內惟神福祠鎮安宮 | 1789年（清乾隆54年） | 池府千歲、福德正神           | 當地人稱「內惟大廟」 |
| 赤山文衡殿       | 1795年（清乾隆60年） | 關聖帝君                     | |
| 橋頭註生宮       | 1796年（清康熙49年） | 註生娘娘                     | |
| 苓雅寮鼓山亭     | 清乾隆年間           | 保生大帝                     | |
| 前金萬興宮       | 清嘉慶初年           | 清水祖師                     | |
| 鳳山天公廟       | 1798年（清嘉慶3年）  | 玉皇上帝                     | |
| 鳳邑城隍廟       | 1800年（清嘉慶5年）  | 城隍尊神                     | |
| 大港保安宮       | 1802年（清嘉慶7年）  | 保生大帝                     | |
| 岡山龍鳳宮       | 1802年（清嘉慶7年）  | 玄天上帝                     | |
| 橋頭代天府       | 1815年（清嘉慶20年） | 池府千歲                     | |
| 橋頭三山國王廟   | 1825年（清道光5年）  | 三山國王                     | |
| 林德官德興殿     | 1828年（清道光8年）  | 神農大帝                     | |
| 五里林天后宮     | 1906年（清光緒32年） | 天上聖母                     | |
| 石潭代天府       | 1851年（清咸豐元年） | 萬府千歲                     | |
| 橋頭義山宮       | 1852年（清咸豐2年）  | 三山國王                     | |
| 鳳山雙慈殿       | 1852清咸豐 2年       | 天上聖母                     | |
| 大港埔鼓壽宮     | 1856年（清咸豐6年）  | 天上聖母                     | |
| 高雄關帝廟       | 1859年（清咸豐9年）  | 關聖帝君                     | 創建年代不可考，咸豐九年（1859年）由曾元福修繕，有其奉獻的石香爐、和重修武廟碑記。                                                  |
| 鳳山曹公廟       | 1860年（清咸豐10年） | 曹公尊神                     | |
| 覆鼎金保安宮     | 清咸豐年間           | 中壇元帥                     | |
| 內惟啟安堂       | 1870年（清同治9年）  | 關聖帝君                     | |
| 五甲龍成宮       | 1886年（清光緒12年） | 天上聖母、清水祖師、戴府元帥 | |
| 紅毛港飛鳳寺     | 清光緒年間           | 保安廣澤尊王                 | 紅毛港六大角頭廟之一 |
| 紅毛港朝天宮     | 清光緒年間           | 天上聖母                     | 紅毛港六大角頭廟之一 |
| 紅毛港飛鳳宮     | 清光緒年間           | 保儀尊王                     | 紅毛港六大角頭廟之一 |
| 紅毛港濟天宮     | 清光緒年間           | 張府尊王                     | 紅毛港六大角頭廟之一 |
| 左營啟明堂       | 1899年（日明治22年） | 文衡聖帝                     | |
| 高雄意誠堂       | 1899年（日明治22年） | 文衡聖帝                     | |
| 五里林天后宮     | 1906年（清光緒32年） | 天上聖母                     | |
| 大崗山龍湖庵     | 1908年（日明治31年） | 三寶佛                       | |
| 橋頭天月宮       | 1909年（日明治42年） | 天上聖母                     | |
| 前金扶風殿       | 1912年（日大正元年） | 萬府千歲                     | 分靈自澎湖縣湖西鄉林投鳳凰殿 |
| 紅毛港天龍宮     | 1912年（日大正元年） | 何府千歲                     | 紅毛港六大角頭廟之一 |
| 五甲協善心德堂   | 1915年（日大正4年）  | 關聖帝君                     | 又稱「五甲關帝廟」或「五甲觀音亭」                                                                                                  |
| 岡山清水寺       | 1916年（日大正5年）  | 清水祖師                     | |
| 高雄市文武聖殿   | 1921年（日大正10年） | 文衡聖帝                     | 俗稱鹽埕埔聖帝廟，分靈自澎湖縣馬公市紅木埕武聖廟                                                                                    |
| 大港埔祖師廟     | 1924年（日大正13年） | 清水祖師                     | 分靈自澎湖文澳祖師廟 |
| 鼓山珠靈殿       | 1926年（日大正15年） | 朱府千歲                     | 分靈自澎湖馬公興仁懋靈殿 |
| 鹽埕大舞台威靈宮 | 1926年（日大正15年） | 保生大帝                     | 分靈自澎湖後寮威靈宮 |